# Bénévent-et-Charbillac

Bénévent-et-Charbillac este o comună în departamentul Hautes-Alpes, Franța. În 1 ianuarie 2018 avea o populație de 287 de locuitori.